# Smilisca phaeota
Smilisca phaeota е вид жаба от семейство Дървесници (Hylidae). Видът не е застрашен от изчезване.

## Разпространение
Разпространен е в Еквадор, Колумбия, Коста Рика, Никарагуа, Панама и Хондурас.

## Описание
Продължителността им на живот е около 4,1 години. Популацията на вида е стабилна.